# Complemento predicativo dell'oggetto
Il complemento predicativo dell'oggetto è, nella sintassi della frase semplice, un sostantivo o un aggettivo che si riferisce all'oggetto, completando il significato del verbo che lo regge.

## Come si presenta il complemento
In italiano il complemento predicativo dell'oggetto può essere formato da verbi copulativi alla diatesi attiva:
- Verbi elettivi, cioè verbi il cui significato è più o meno somigliante a quello del verbo eleggere (come nominare, proclamare, dichiarare e designare)
- Verbi appellativi, cioè verbi il cui significato è più o meno somigliante a quello del verbo chiamare (come denominare, soprannominare e definire)
- Verbi estimativi, cioè verbi il cui significato è più o meno somigliante a quello del verbo stimare (come giudicare, considerare e ritenere)

Inoltre, la maggior parte degli altri verbi aventi complemento oggetto espresso può reggere un complemento predicativo dell'oggetto come elemento aggiuntivo.
Il complemento predicativo dell'oggetto, quando è costituito da un nome, può essere introdotto da preposizioni (come da, per e come) e locuzioni prepositive (come in veste di, in qualità di, in funzione di).

### Esempi
In corsivo non sottolineato il complemento oggetto, in corsivo sottolineato il complemento predicativo dell'oggetto:
- L'impiegato riteneva il direttore ignorante.
- Tutti considerarono il cacciatore un eroe.
- Il tiranno reputava i cittadini irresponsabili.
- Mario scelse Giovanni come amico del cuore.
- Gli alunni hanno votato Luca rappresentante.
- Gli esperti hanno ritenuto falso quel quadro.
- Mi dispiace, ma ti vedo come un amico.